# 上の原スキー場
上の原スキー場（うえのはらスキーじょう）は、鳥取県西伯郡大山町大山にあるスキー場で、4つある大山スキー場のうちの1つである。降雪量も多く、気温の低さを利用してスノーマシンによる人工雪で天候に左右されないゲレンデ整備が可能。
2010年に大山国際スキー場を経営する日本交通（鳥取市）が、大山観光開発（米子市）から豪円山、上の原の2つのスキー場の経営権を取得し、大山ホワイトリゾートの上の原エリアとして運営を行なっている。

## コース
5本のリフトにより、2本のコースが設定されている。

## 交通アクセス
- 米子自動車道・山陰自動車道 米子IC、米子東ICより鳥取県道53号淀江岸本線～鳥取県道24号米子大山線
- 西日本旅客鉄道（JR西日本）山陰本線・米子駅、大山口駅より日本交通（日交バス）